# Sint-Josephkerk (Heerlerbaan)
De Sint-Josephkerk is een kerkgebouw in het stadsdeel Heerlerbaan in de Nederlandse stad Heerlen. De kerk bevindt zich aan de Dr. Clemens Meulemanstraat 1 op de hoek met de doorgaande weg de Heerlerbaan en dient als parochiekerk van de rooms-katholieke parochie St. Joseph. De huidige kerk is in 1957 gebouwd ter vervanging van een eerder kerkgebouw uit 1917.

## Geschiedenis
De bouw van de eerste kerk van Heerlerbaan vond ongeveer tegelijkertijd plaats met de bouw van de eerste mijnwerkerswoningen in dit voormalige gehucht. Het ontwerp van het bouwwerk kwam van de architect Jos Seelen die als eerste gemeentearchitect van Heerlen nog veel meer gebouwen voor deze gemeente ontwierp. Hij ontwierp een neoromaanse basiliek met pastorie, beide in Kunradersteen. De kerk kwam te liggen aan de toenmalige rijksweg tussen Heerlen en Aken, net ten noorden van het bebouwingslint waaruit het gehucht destijds nog enkel bestond. Door alsmaar toenemende mijnschade was sloop in 1957 genoodzaakt. Voorafgaand aan de sloop werd in datzelfde jaar naast het oude bouwwerk een nieuw kerkgebouw ontworpen door de architect Jozef Fanchamps, die eerder de Michaëlkerk in de toenmalige buurgemeente Schaesberg ontwierp en later nog vele andere kerkgebouwen in de provincie Limburg.

## Beschrijving
Het huidige kerkgebouw is een zaalkerk met een gebogen dak en bestaat uit een betonskelet met invulling van Kunradersteen. Aan de noordoostzijde staat een betonnen klokkentoren met een plat dak. De naastgelegen pastorie aan de zuidoostzijde is nog het originele gebouw uit 1917.
De kerk is beschermd als rijksmonument.

## Fotogalerij

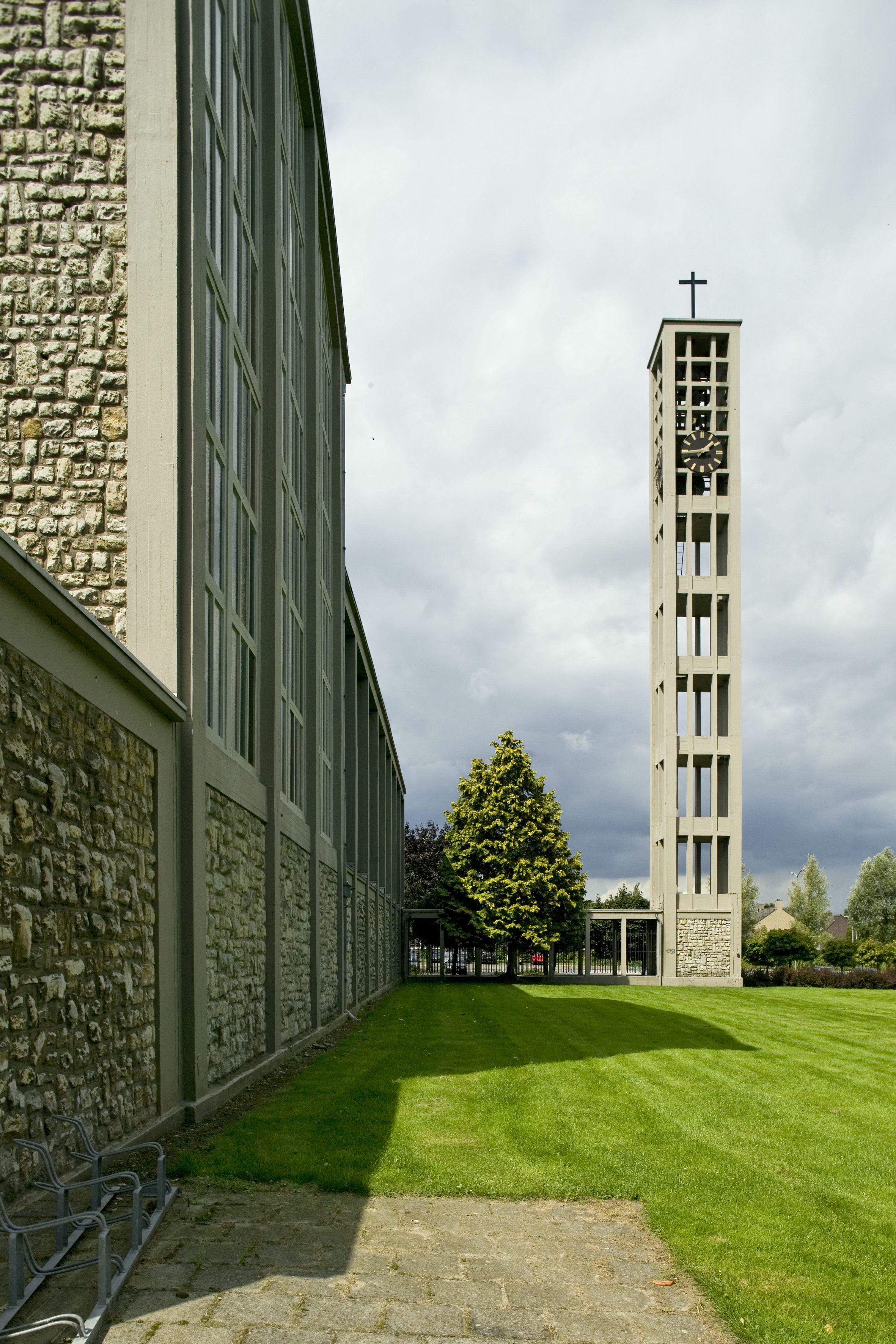
Kerktoren
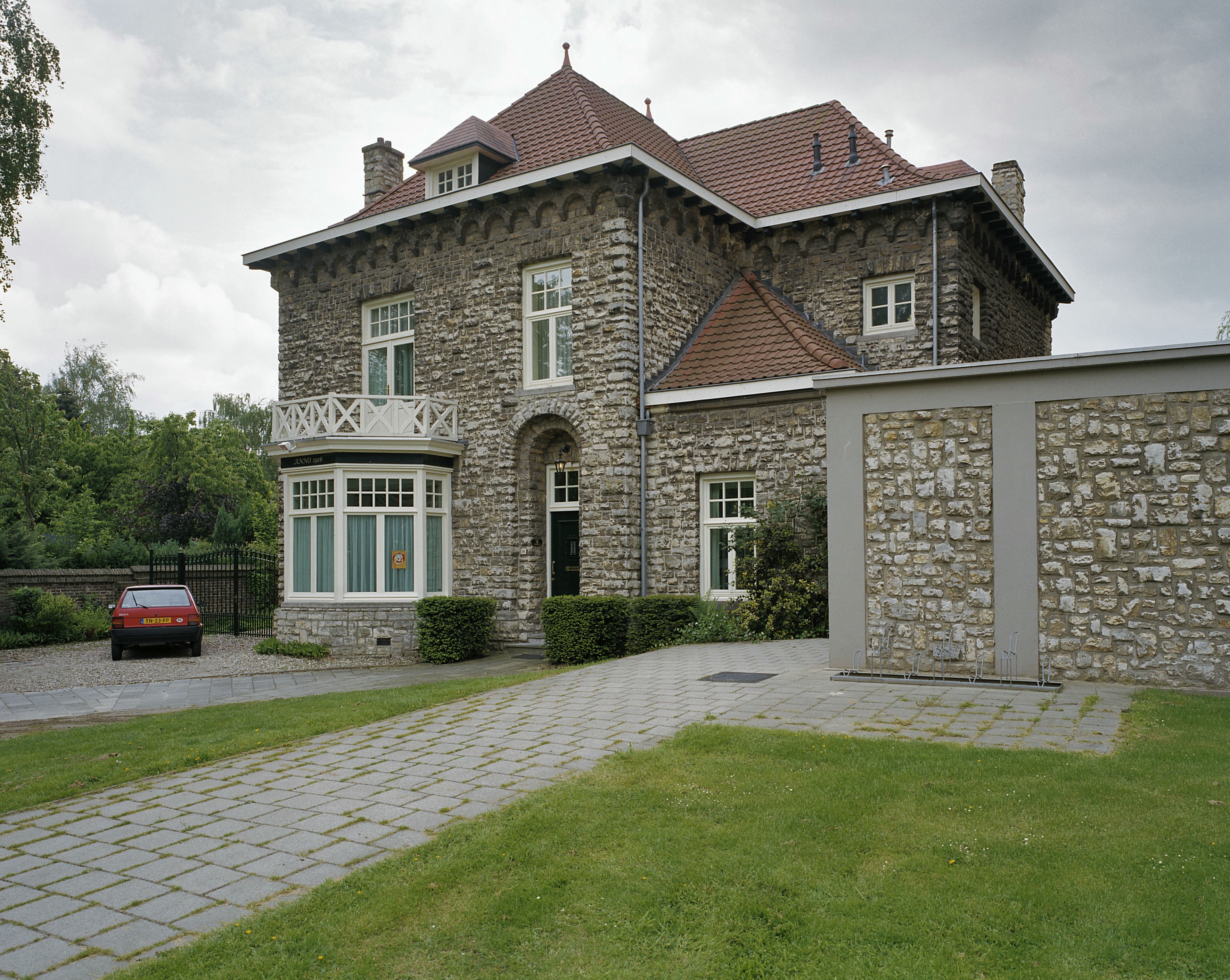
Pastorie
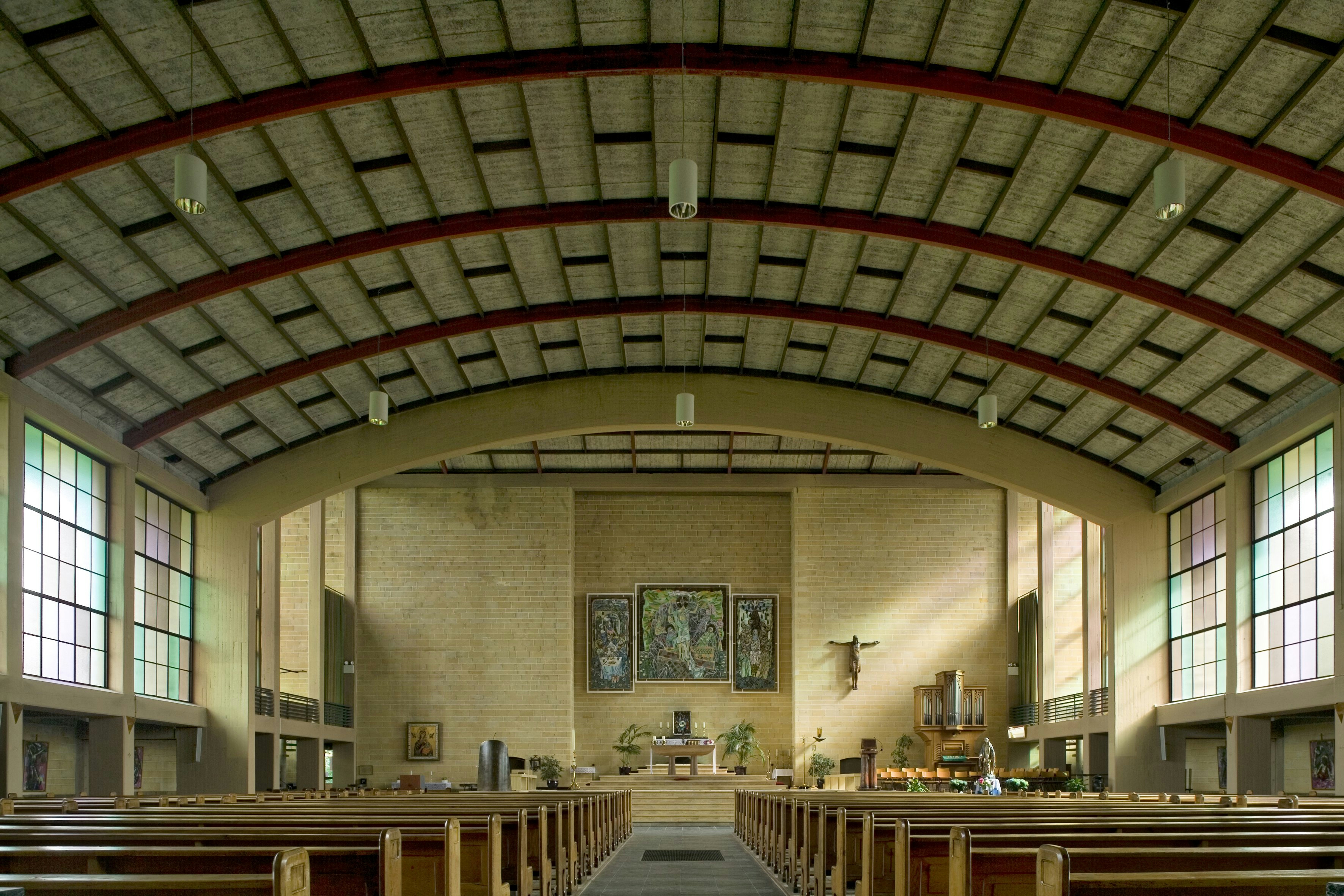
Interieur
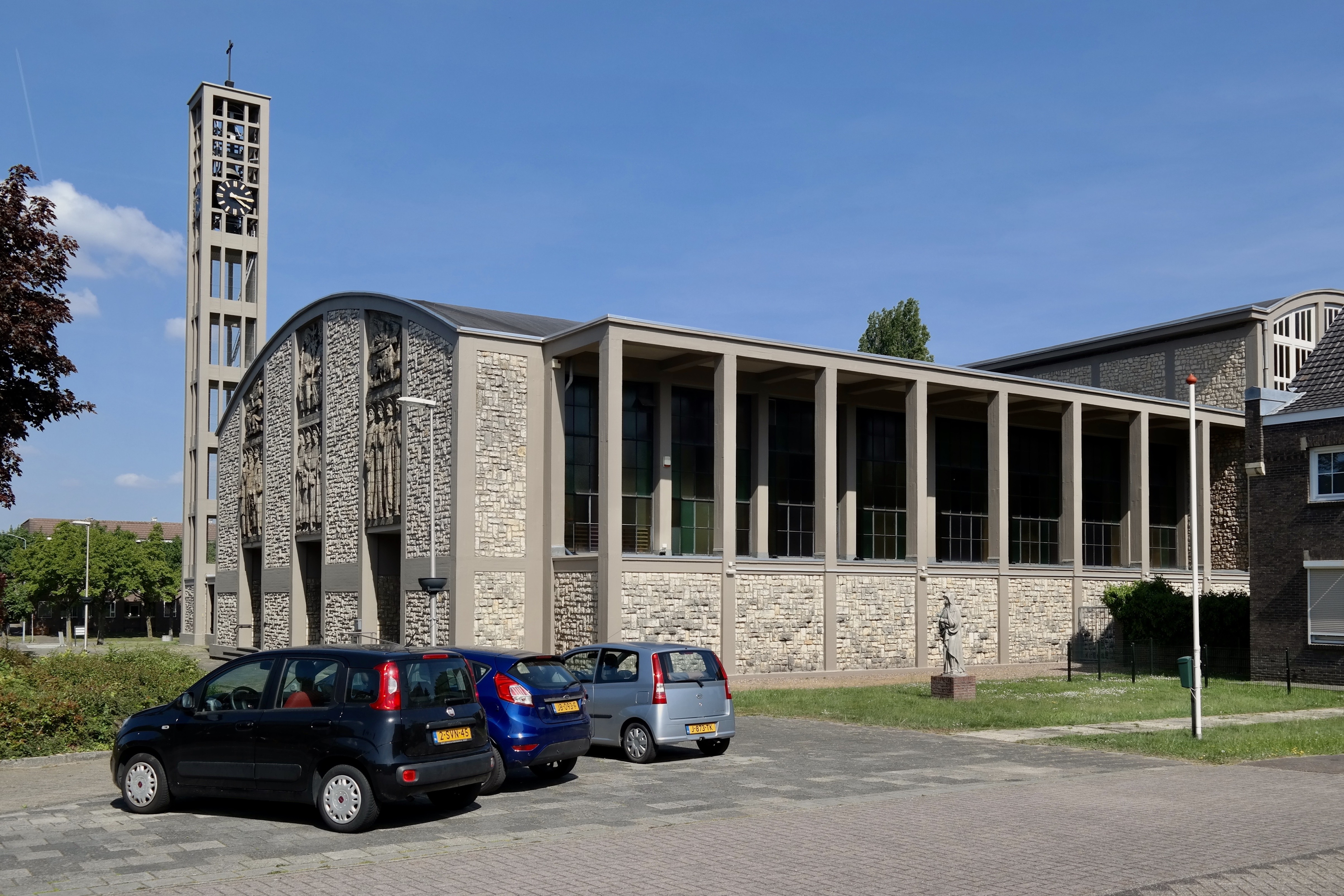
Gezien vanuit het westen vanaf de Doctor Clemens Meulemanstraat